# Éric Paulhus
Pour les articles homonymes, voir Paulhus.
Éric Paulhus, né le 8 janvier 1979 à Laval (Québec), est un acteur canadien.

## Biographie
Eric est né à Laval le 8 janvier 1979. Il a su dès son plus jeune âge qu'il voulait devenir acteur. Sa carrière débute dans les années 1990, plus précisément en 1996, alors qu'il joue un rôle dans la série télévisée Virginie. Il est diplômé du Conservatoire d'art dramatique de Montréal, promotion 2001. En 2002, il joue dans le feuilleton Jean Duceppe, puis dans Les invasions barbares en 2003. Il obtient plus tard un rôle principal dans la série jeunesse Une grenade avec ça?, en 2004, jusqu'en 2011, en tant que Jonathan « Tché » Gouin dans l'émission. Eric est nommé, en 2003, dans la catégorie « Révélation de l’année » de la Soirée des masques. Blue Bayou, la maison de l’étalon, rôle de Renaud et en 2005 Nomination pour la «Meilleure interprétation masculine – rôle de soutien » L’Asile de la pureté, Théâtre du Nouveau Monde, rôle de Fabrice Sigmond à la soirée des masques. Il a remporté un prix gémaux avec l'équipe d'une grenade avec ça? . Eric tourne les Argonautes en étant le rôle de Ro-main.

## Filmographie
- 2002 - 2006 : Virginie (série télévisée) : Guy Landry
- 2002 : Jean Duceppe (feuilleton TV) : Yves Duceppe
- 2003 : Les invasions barbares : réparateur télé
- 2004 - 2011  : Une grenade avec ça? (série télévisée) : Jonathan « Tché » Gouin
- 2006 : Octobre 1970 : Bernard Lortie
- 2007 : Trajectoires (série télévisée) : Stéphane Gagnon
- 2013: Les Argonautes (série télévisée) : Ro-Main
- 2015 : L'Appart du 5e : Honorius Pibrac, chef du front de libération des fantômes
- 2015 : Madame Lebrun (série télévisée) : Patrice, conjoint de Gaétan
- 2017 : Lâcher Prise : Kevin
- 2022 : Indéfendable : Me Hugo Jeanson

## Doublage
- 2008 : High School Musical 3 : La dernière année : Jimmie « Rocketman » Zara (Matt Prokop)
- 2005-2008 : Delilah et Julius (série télévisée) : Julius Chevalier
- 2010  : My Soul to Take : Prends mon Âme : Alex Dunkelman
- 2015: Docteur Frankenstein VQ: (Victor Frankenstein): Alistair
- 2023 : Bleu royal, blanc et rouge : le prince Henry (Nicholas Galitzine)

## Théâtre
- 2007 : La Promesse de l'aube (théâtre) : Romain Gary
- 2008 : Opium 37 (théâtre)
- 2009 : Le Mariage de Figaro (théâtre) : Chérubin le page
- 2009 : Les Misérables (comédie musicale) : Prouvaire et chœur
- 2010 : Le blues d'la métropole (comédie musicale) : Paul
- 2011 : Musique Pour Rainer Maria Rilke (Théâtre) : Kappus
- 2018 : Amour et informations (théâtre) Rôle : multiples
- 2018 : L'Orangeraie (théâtre) Rôle : Michaël
- 2018 : Souveraines (théâtre) Rôle : Will
- 2019 : l'homme éléphant (théâtre) Rôle : ??
- 2022 : La Mélodie du bonheur (comédie musicale) Rôle : Capitaine Von Trapp

## Récompenses et nominations

### Nominations
Soirée des Masques - 2005
Nomination pour la « Meilleure interprétation masculine – rôle de soutien », L’Asile de la pureté, Théâtre du Nouveau Monde, rôle de Fabrice Sigmond
Soirée des Masques - 2003
Nomination pour le « Masque de la révélation de l’année », Blue Bayou, la maison de l’étalon, rôle de Renaud

## Anecdotes
Eric détient une compagnie de théâtre en association avec une comédienne québécoise, Sophie Cadieux.